# Alfa Romeo 147
De Alfa Romeo 147 is een compacte middenklasse auto van het Italiaanse automerk Alfa Romeo.
De 147 werd geïntroduceerd op het autosalon van Turijn in 2000 als opvolger van de 145/146. Met de 147 werd deze keer echter niet meer gemikt op de meest verkochte compacte middenklasse waar de Volkswagen Golf furore maakt, maar op de iets duurdere compacte middenklasse, de markt van de Audi A3 en de BMW 1-serie. Dit was een gevolg van de nieuwe strategie van Fiat, het moederbedrijf van Alfa Romeo: voor een goedkope wagen met goede prijs-kwaliteit verhouding moet je naar FIAT, voor sportieve modellen naar Alfa Romeo en voor de luxewagens naar Lancia.
De Alfa 147 werd afgeleid van de succesvolle 156. Hij kreeg onder andere dezelfde bodemplaat van deze iets grotere berline, zij het ingekort met 5 cm. De 147 wordt op de voorwielen aangedreven door een 1.6 met 105 of 120 pk, een 2.0 met 150 pk, een 3.2 V6 met 250 pk (GTA) of een 1.9 JTD diesel met 105, 120 of 150 pk. Ook het ontwerp van de 147 is geïnspireerd op de 156. Opvallende kenmerken zijn de typische Alfa neus en de V-vormige achterruit die ook terug te vinden is in de Alfa Romeo Brera. Oorspronkelijk was de wagen alleen verkrijgbaar in driedeurs, de vijfdeurs kwam er in 2001. In datzelfde jaar werd de 147 uitgeroepen tot auto van het jaar in Europa. Walter de'Silva, het toenmalige hoofd van de designafdeling "Centro Stile" van Alfa Romeo, was verantwoordelijk voor het ontwerp van de 147. In 2010 kwam een eind aan de productie, met als opvolger de Giulietta.

## GTA

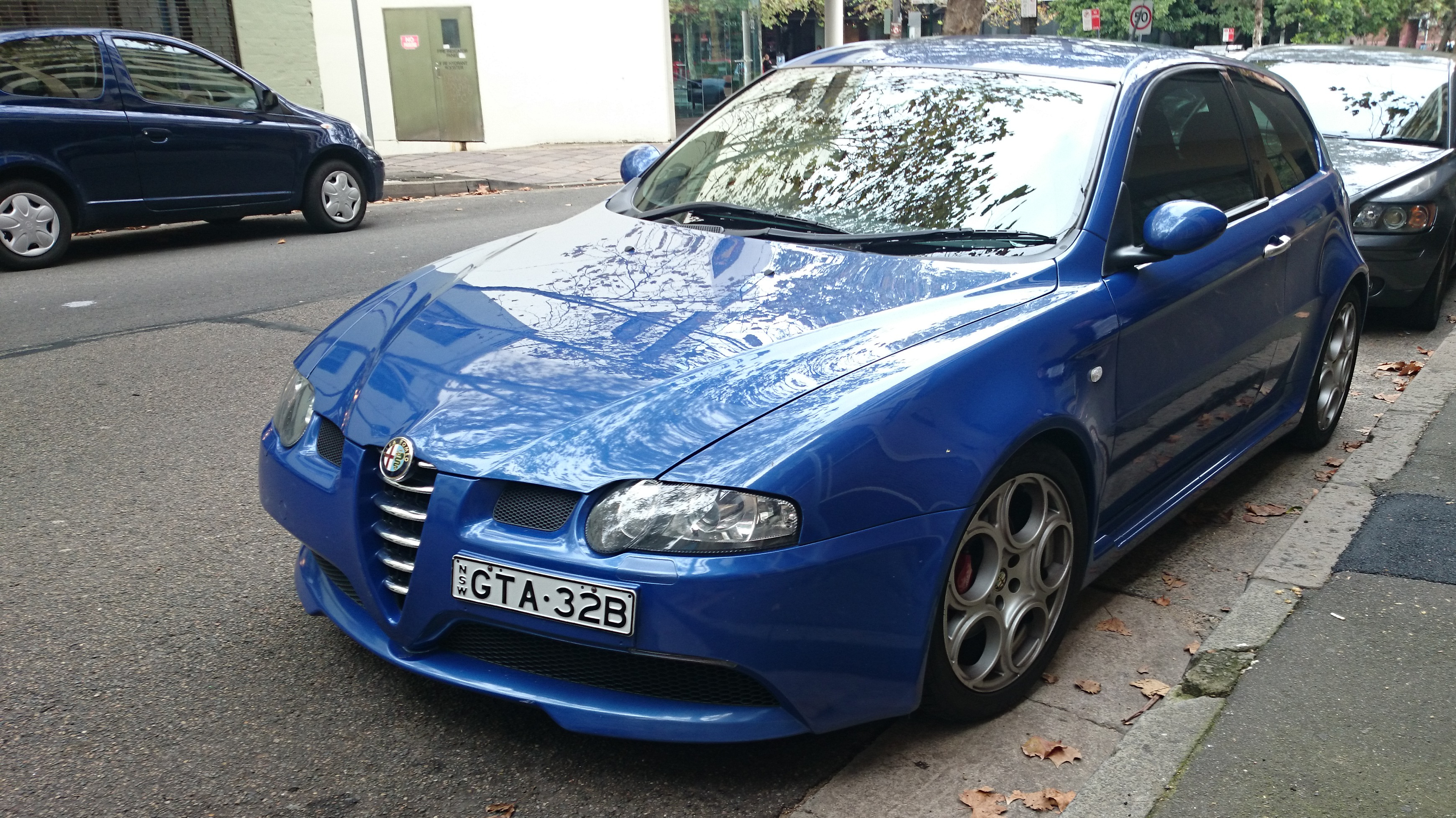
Vooraanzicht van de 147 GTA

Net zoals van de 156 kwam er ook van de 147 een GTA (Gran Turismo Allegerita) versie. Dezelfde 3,2 L V6 motor werd gebruikt. Goed voor een maximaal vermogen van 250 pk (184 kW) en een koppel van 300 Nm. De 147 sprint hiermee van 0 tot 100 km/u in 6,3 seconden en heeft een topsnelheid van ongeveer 250 km/u. Directe concurrenten van deze GTA zijn de Audi A3 3.2 DSG quattro en de Renault Sport Clio V6. Beiden produceren ongeveer evenveel pk's, maar zijn aanzienlijk zwaarder en langzamer dan de Alfa.

## Nuova 147

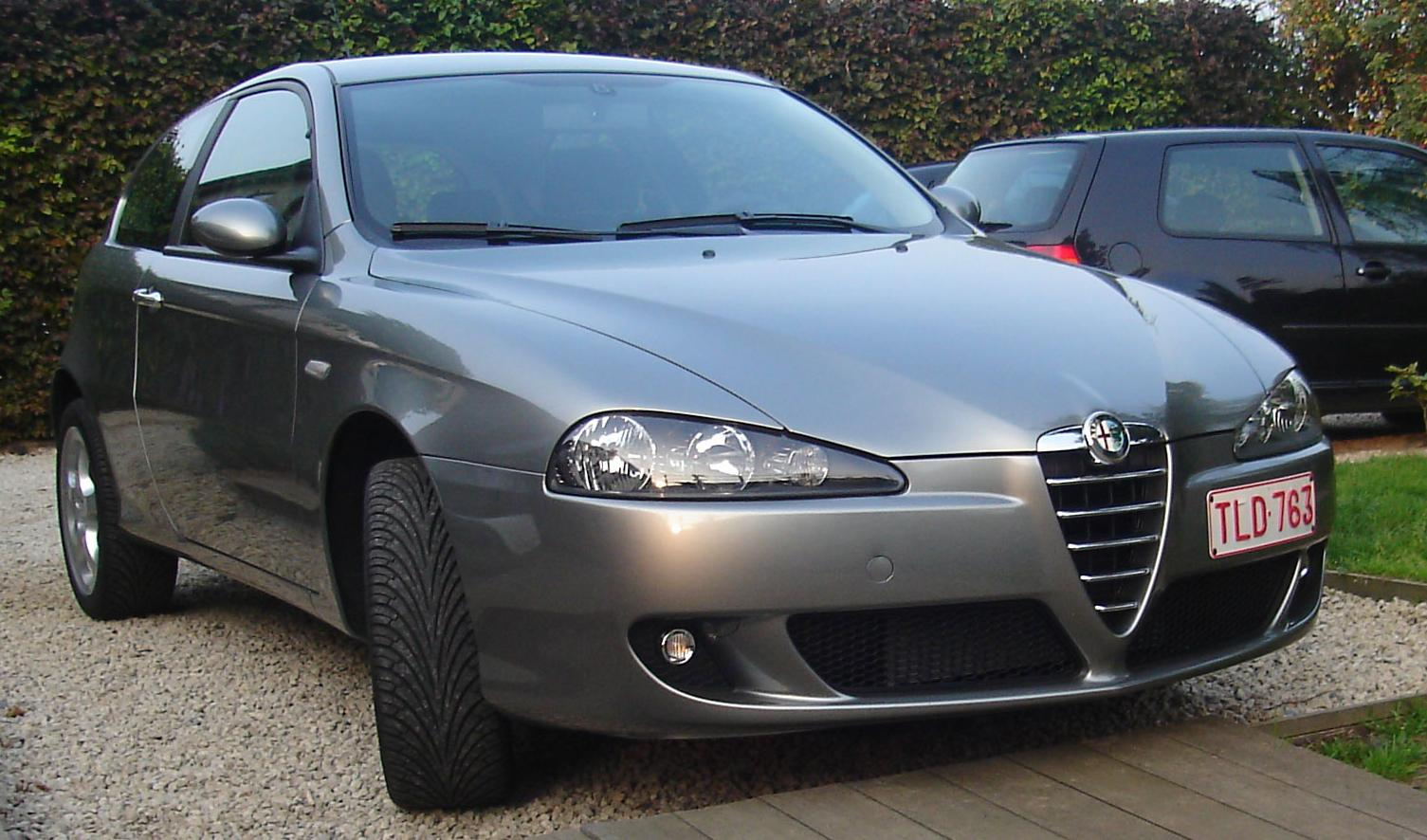
De neus van de Nuova 147

In 2005 kreeg de 147 een facelift met de Nuova 147. Opvallendste wijziging zijn de scherpere en grotere koplampen die overgenomen werden van de Visconti Concept, een concept wagen van Alfa Romeo uit 2004 getekend door Giorgetto Giugiaro. Ook de achterklep werd volledig opnieuw ontworpen, met bredere achterlichten en een chromen strip (die bij de nieuwste modellen alweer verdwenen is).

## Prestaties
| Model             | Motor   | Volume   | Vermogen            | Koppel              | 0–100 km/h | Topsnelheid | Jaar       |
| Benzine           | Benzine | Benzine  | Benzine             | Benzine             | Benzine    | Benzine     | Benzine    |
| ----------------- | ------- | -------- | ------------------- | ------------------- | ---------- | ----------- | ---------- |
| 1.6 TS            | I4      | 1,598 cc | 105 pk bij 5600 rpm | 140 nm bij 4200 rpm | 10.6 s     | 185 km/h    | 2000–10    |
| 1.6 TS            | I4      | 1,598 cc | 120 pk bij 6200 rpm | 146 nm bij 4200 rpm | 10.2 s     | 195 km/h    | 2000–10    |
| 2.0 TS            | I4      | 1,970 cc | 150 pk bij 6300 rpm | 181 nm bij 3800 rpm | 9.3 s      | 208 km/h    | 2000–10    |
| 3.2 GTA           | V6      | 3,179 cc | 250 pk bij 6200 rpm | 300 nm bij 4800 rpm | 6.3 s      | 246 km/h    | 2002–05    |
| Diesel            |         |          |                     |                     |            |             |            |
| 1.9 JTD 8V        | I4      | 1,910 cc | 100 pk bij 4000 rpm | 200 nm bij 1750 rpm | 12.1 s     | 183 km/h    |            |
| 1.9 JTD 8V        | I4      | 1,910 cc | 115 pk bij 4000 rpm | 275 nm bij 2000 rpm | 9.9 s      | 191 km/h    |            |
| 1.9 JTDM 8V       | I4      | 1,910 cc | 120 pk bij 4000 rpm | 280 nm bij 2000 rpm | 9.6 s      | 193 km/h    | vanaf 2005 |
| 1.9 JTD 16V       | I4      | 1,910 cc | 126 pk bij 4000 rpm | 305 nm bij 2000 rpm | 9.4 s      | 199 km/h    | 2003-05    |
| 1.9 JTD M-Jet 16V | I4      | 1,910 cc | 140 pk bij 4000 rpm | 305 nm bij 2000 rpm | 9.1 s      | 206 km/h    | vanaf 2003 |
| 1.9 JTDM 16V      | I4      | 1,910 cc | 150 pk bij 4000 rpm | 305 nm bij 2000 rpm | 8.8 s      | 208 km/h    | vanaf 2005 |
| 1.9 JTDM 16V      | I4      | 1,910 cc | 170 pk bij 3750 rpm | 330 nm bij 2000 rpm | 8.0 s      | 215 km/h    | vanaf 2007 |

## Motorsport

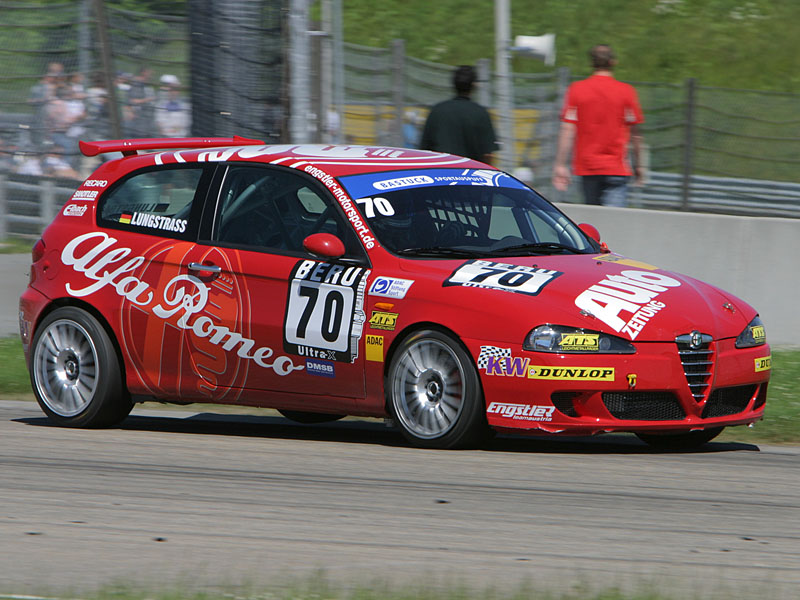
Een 147 DMSB in 2005 op de Sachsenring

De 147 nam onder meer deel aan het WTCC, Rally Monte Carlo en British Touring Car Championship. In 2003 en 2004 won de 147 het Italian Superturismo Championship.